# Nuraly Säduaqassow
Nuraly Mustafauly Säduaqassow (kasachisch Нұралы Мұстафаұлы Сәдуақасов, russisch Нуралы Мустафинович Садуакасов/Nuraly Mustafinowitsch Saduakassow; * 24. November 1964 in Scholakterek, Kasachische SSR) ist ein kasachischer Politiker.

## Leben
Nuraly Säduaqassow wurde 1964 im Dorf Scholakterek im heutigen Kreis Äulieköl im Gebiet Qostanai geboren. Einen Hochschulabschluss erlangte er 1986 an der Landwirtschaftlichen Timirjasew-Akademie in Moskau.
Von August 1986 bis Dezember 1988 arbeitete bei einem staatlichen Agrarbetrieb im Kreis Äulieköl. Anschließend begann er sich politisch zu betätigen, indem er Sekretär beim Bezirkskomitee bei der Jungen Kommunistischen Liga Kasachstans wurde. Von Januar 1991 bis Februar 1992 war er zweiter Sekretär des Regionalkomitees der Jungen Kommunistischen Liga Kasachstans in Qostanai. Nach der Unabhängigkeit Kasachstans arbeitete er zunächst ab Februar 1992 in der Verwaltung des Gebietes Qostanai. Von Februar 1997 bis September 1998 bekleidete er die Position des stellvertretenden Äkim (Gouverneur) des Gebietes Qostanai, bevor er zwischen September 1998 und März 2000 als Äkim der Verwaltung des Kreises Äulieköl vorstand. Im März 2000 wurde er Äkim des Kreises Qostanai. Ab April 2004 war Säduaqassow Äkim (Bürgermeister) der Stadt Qostanai. Nach knapp zwei Jahren an der Stadtspitze wurde er im Juni 2006 von Schengis Nurghalijew in diesem Amt abgelöst und stattdessen stellvertretender Äkim des Gebiets Qostanai. Am 20. Januar 2012 wurde er zum Äkim ernannt. Am 11. September 2015 trat er infolge eines großen Korruptionsskandals in der Stadtverwaltung von Qostanai um den damaligen Bürgermeister, Achmedbek Achmetschanow, als Äkim zurück. Er zog sich daraufhin auch aus der Politik zurück und arbeitete auf der Geflügelfarm seiner Frau.